# Irmantas Zelmikas
Irmantas Zelmikas (ur. 3 stycznia 1980 w Telsze) – litewski piłkarz, występujący na pozycji obrońcy, piłkarz reprezentacji Litwy. Od początku 2012 roku zawodnik klubu Kruoja Pokroje